# Lucius Licinius Murena (propréteur en Asie)
Lucius Licinius Murena est un général romain, lieutenant de Sylla dans la guerre contre Mithridate. 
Il contribua à la victoire de Chéronée (86 av. J.-C.). Malgré le traité conclu entre Sylla et Mithridate, Murena, resté en Asie en qualité de propréteur, s’empara de Comane, en Cappadoce ; mais ayant essuyé une défaite, il fut obligé de revenir sur ses pas, reçut de Sylla l’ordre de mettre fin à la guerre et retourna à Rome, où il obtint les honneurs du triomphe, qu'il était loin d’avoir mérités.

## Source
« Lucius Licinius Murena (propréteur en Asie) », dans Pierre Larousse, Grand dictionnaire universel du XIXe siècle, Paris, Administration du grand dictionnaire universel, 15 vol., 1863-1890 [détail des éditions].